# حمید ماهی‌صفت
حمیدرضا ماهی صفت (زادهٔ ۲۰ بهمن ۱۳۳۸) کمدین ایرانی است.

## زندگی‌نامه
حمیدرضا ماهی‌صفت در ۲۰ بهمن ۱۳۳۸ در شیراز زاده شد. پدرش شیرازی و مادرش اصفهانی است. او دیپلم ریاضی دارد و دارای دو فرزند به نام علی و سارا است. ماهی‌صفت از سال‌های نوجوانی و در اردوهای پیشاهنگی فعالیت هنری خود را در زمینه لطیفه و تقلید صدا آغاز کرد و با توجه به تحولات انقلاب این فعالیت متوقف شد و در سال ۱۳۶۰ به صورت غیررسمی و در سال ۱۳۷۶ به صورت رسمی به عنوان پیشه ادامه پیدا کرد.